# 3807 Пейджельс
3807 Пейджельс (3807 Pagels) — астероїд головного поясу, відкритий 26 вересня 1981 року.
Тіссеранів параметр щодо Юпітера — 3,603.